# Kasteel van Forêt

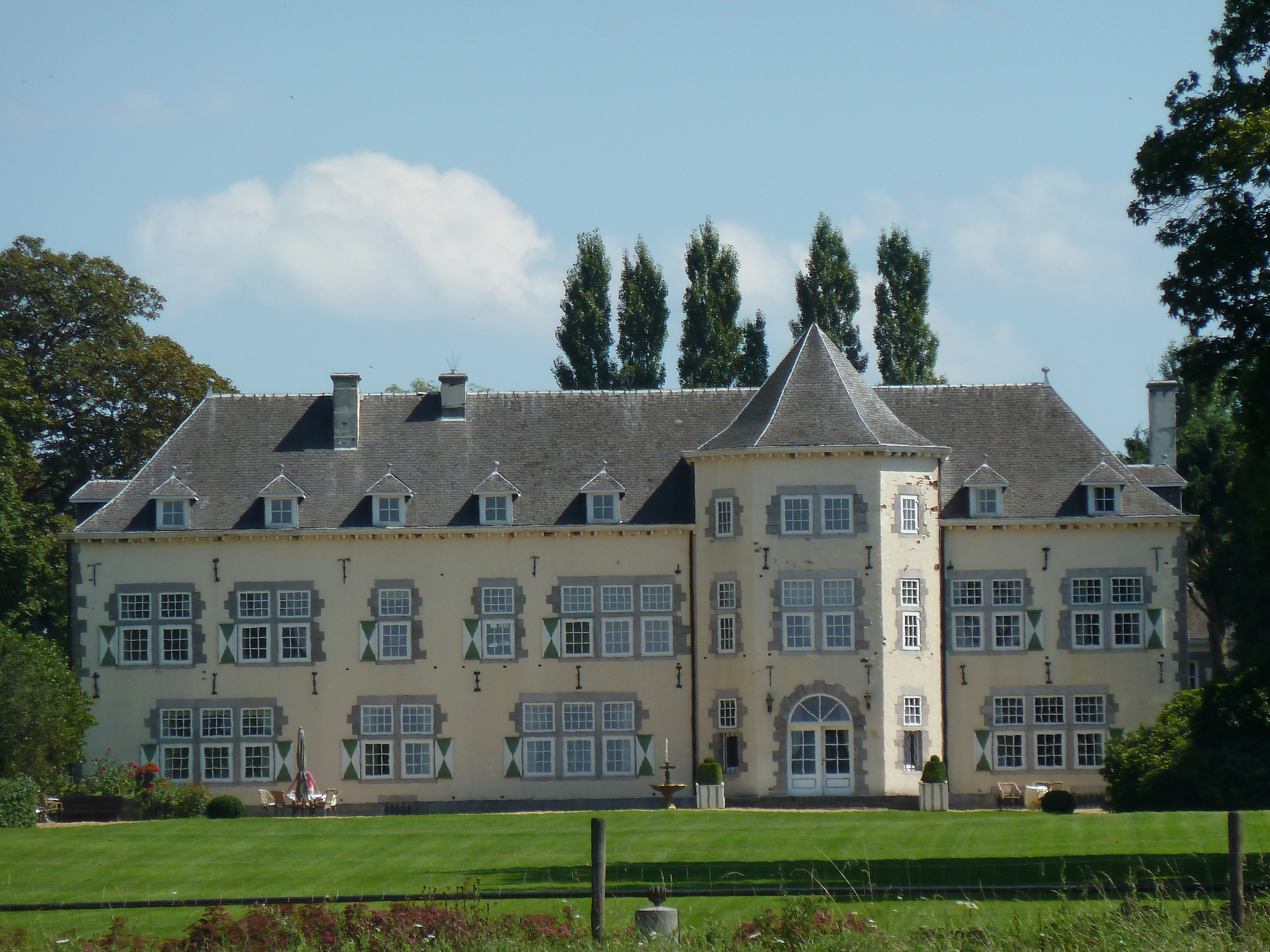
Kasteel van Forêt

Het Kasteel van Forêt is een kasteel aan de Rue Forêt-Village in de Belgische plaats Forêt, in de gemeente Trooz.
Het oorspronkelijke kasteel, in rococostijl, brandde in september 1944 af. De Duitse bezetters wilden hiermee wraak nemen op een aantal Belgische verzetsstrijders die zich in de omgeving schuilhielden. Hierbij werden 57 verzetsstrijders door de zwaarbewapende overmacht vermoord en werd het kasteel in brand geschoten.
Na de Tweede Wereldoorlog werd het kasteel herbouwd. Het bestaat nu uit een hoofdgebouw met, oostelijk daarvan een bijna geheel omsloten rechthoekige binnenplaats met een opening naar het hoofdgebouw toe en een toegangspoort aan de noordzijde.
Het complex is gelegen in een park dat in westelijke richting een zichtas heeft.